# Modde (Naturschutzgebiet)
Das Naturschutzgebiet Modde liegt in der Stadt Porta Westfalica. Es ist rund 49 Hektar groß und wird unter der Bezeichnung MI-047 geführt. 
Es liegt südöstlich des Ortsteiles Eisbergen und unmittelbar an der Weser.
Die Unterschutzstellung soll die Herrichtung eines großflächigen Abgrabungsgeländes zu einem Biotopkomplex als Refugium für seltene Tier- und Pflanzenarten ermöglichen. Hierbei ist besonderes Augenmerk auf die Bedeutung als Brut-, Nahrungs- und Rastplatz für Wasservögel zu legen.